# Nekrolog 1. Quartal 1969
Nekrolog
◄◄
| ◄
| 1965
| 1966
| 1967
| 1968
| 1969 | 1970 | 1971 | 1972 | 1973 | ► | ►►
1. Quartal |
2. Quartal |
3. Quartal |
4. Quartal 1969
Weitere Ereignisse | Allgemeiner Nekrolog 1969
Die Beschreibung der verstorbenen Person sollte so kurz wie möglich gehalten sein und nur deren signifikante Tätigkeit(en) enthalten.
Neue Namen ggf. auch unter dem Geburts- und Sterbedatum, also etwa unter 1. Januar und im Geburts- und Sterbejahr (2024) eintragen (nur bei entsprechender großer Wichtigkeit). Für Beispiele siehe die schon vorhandenen Artikel.
Außerdem über die fünf zuletzt Verstorbenen, zu denen es einen ausreichend guten Artikel für eine Präsentation auf der Hauptseite gibt, nach der todesbedingten Überarbeitung der Artikel ggf. auch unter Wikipedia Diskussion:Hauptseite informieren und sie am besten auch in den anderen Wikipedia-Sprachversionen eintragen. Tipp: Regelmäßig bei news.google.de nach „ist tot“, „gestorben“ oder „verstorben“ suchen.
Wenn eine Person gestorben ist, gibt es viele Seiten zu dieser Person in der Wikipedia, die davon auch betroffen sind und entsprechend aktualisiert werden müssen. Beispiele: Namenübersichtsseite, Geburtsjahr, Geburtsort-Seiten und viele mehr.
Wie finde ich die betroffenen Seiten?
Im Suchfeld auf der linken Seite gibt man den Suchbegriff so ein: „Vorname Nachname“. Dann klickt man auf Volltext und alle Seiten mit entsprechendem Suchtext werden aufgerufen. Hier sieht man dann schnell, wo auch das Todesjahr Sinn macht oder sogar ein Teil des Artikels angepasst werden muss. Auch hilft das „Werkzeug“ auf der linken Seite sehr gut, um solche Seiten aufzufinden: „Links auf diese Seite“. Somit ist die Wikipedia wieder aktuell in allen Bereichen! Hinweis: bei Eintragung der Kategorie „Gestorben JAHR“ wird der Missbrauchsfilter 49 ausgelöst, was jedoch nicht schlimm ist. Siehe: Spezial:Missbrauchsfilter/49
Dies ist eine Liste von im ersten Quartal 1969 verstorbenen bekannten Persönlichkeiten. Die Einträge erfolgen innerhalb der einzelnen Daten alphabetisch sortiert. Tiere sind im Nekrolog für Tiere zu finden.

## Januar
| Tag        | Name                             | Beruf, bekannt als                                                                                              | Alter      | Beleg |
| ---------- | -------------------------------- | --- | ---------- | ----- |
| 1. Januar  | Ian Fleming                      | australischer Schauspieler                                                                                      | 80         |       |
| 1. Januar  | Barton MacLane                   | US-amerikanischer Schauspieler                                                                                  | 66         |       |
| 01. Januar | Mığır Mığıryan                   | armenischer Leichtathlet                                                                                        | 86         |       |
| 1. Januar  | Bruno Söderström                 | schwedischer Leichtathlet                                                                                       | 87         |       |
| 2. Januar  | Hermann Bock                     | österreichischer Höhlenforscher                                                                                 | 86         |       |
| 2. Januar  | Georg Krämer                     | deutscher Bildhauer                                                                                             | 62         |       |
| 2. Januar  | Gilbert Miller                   | US-amerikanischer Theaterproduzent und Regisseur                                                                | 84         |       |
| 2. Januar  | Johann Baptist Oberkofler        | Südtiroler Maler                                                                                                | 73         |       |
| 02. Januar | Charles Smith                    | US-amerikanischer Segler                                                                                        | 79         |       |
| 3. Januar  | Commodore Cochran                | US-amerikanischer Leichtathlet                                                                                  | 67         |       |
| 3. Januar  | Marius Kaiser                    | österreichischer Hygieniker                                                                                     | 91         |       |
| 3. Januar  | Pierre de Massot                 | französischer Schriftsteller des Dadaismus und des Surrealismus                                                 | 68         |       |
| 3. Januar  | Anton Nowakowski                 | deutscher Organist, Dirigent und Komponist                                                                      | 71         |       |
| 3. Januar  | Oswald Pfau                      | deutscher Fußballtrainer                                                                                        | 53         |       |
| 3. Januar  | Wolfgang Scharenberg             | deutscher Jurist, Rechtsanwalt und Notar                                                                        | 85         |       |
| 4. Januar  | Paul Chambers                    | US-amerikanischer Jazz-Bassist                                                                                  | 33         |       |
| 4. Januar  | Jimmy Foster                     | britischer Eishockeytorwart                                                                                     | 63         |       |
| 4. Januar  | Franz Hilker                     | deutscher Pädagoge                                                                                              | 87         |       |
| 4. Januar  | Günther Jacoby                   | deutscher Philosoph                                                                                             | 87         |       |
| 4. Januar  | Arthur Loesser                   | US-amerikanischer Pianist, Musikpädagoge und -schriftsteller                                                    | 74         |       |
| 4. Januar  | Julian Myrick                    | US-amerikanischer Tennisaktivist                                                                                | 88         |       |
| 4. Januar  | Montague Phillips                | britischer Komponist                                                                                            | 83         |       |
| 4. Januar  | Franz Prinke                     | österreichischer Politiker (ÖVP), Landtagsabgeordneter, Abgeordneter zum Nationalrat                            | 70         |       |
| 4. Januar  | Corneliu Robe                    | rumänischer Fußballspieler                                                                                      | 60         |       |
| 4. Januar  | Georg Schraepel                  | deutscher Jurist, SS-Standartenführer und Chef des Personalamtes im Reichssicherheitshauptamt (RSHA)            | 70         |       |
| 4. Januar  | Amedeo Varese                    | italienischer Fußballspieler                                                                                    | 78         |       |
| 5. Januar  | A. Leonard Allen                 | US-amerikanischer Politiker                                                                                     | 78         |       |
| 5. Januar  | Franz Theodor Csokor             | österreichischer Schriftsteller                                                                                 | 83         |       |
| 5. Januar  | Walter Jansen                    | deutscher Landwirt und Politiker (CDU), MdL                                                                     | 69         |       |
| 5. Januar  | Otto Kröber                      | deutscher Entomologe                                                                                            | 86         |       |
| 5. Januar  | William Aloysius Scully          | US-amerikanischer Geistlicher, Bischof von Albany                                                               | 74         |       |
| 6. Januar  | August Kroneberg                 | deutscher Tischler, Gewerkschafter, Kommunalpolitiker (SPD)                                                     | 83         |       |
| 6. Januar  | Johnny Moore                     | US-amerikanischer R&B-Gitarrist und Bandleader                                                                  | 62         |       |
| 6. Januar  | Gladys Morrell                   | bermudische Frauenwahlrechts- und Sozialaktivistin                                                              | 80         |       |
| 6. Januar  | Wilhelm Ott                      | deutscher Politiker                                                                                             | 82         |       |
| 6. Januar  | Richard Radziewsky               | deutscher Politiker (DPS), MdL                                                                                  | 83         |       |
| 6. Januar  | Paul Schuh                       | deutscher Kirchenmusiker                                                                                        | 58         |       |
| 7. Januar  | Walter Botsch                    | deutscher Offizier, zuletzt Generalleutnant im Zweiten Weltkrieg                                                | 71         |       |
| 7. Januar  | Susanne Cramer                   | deutsche Filmschauspielerin                                                                                     | 32         |       |
| 7. Januar  | Ferdinand Gasteiger              | Abgeordneter im Parlament des Unabhängigen Staats Kroatien, „Wirtschaftsführer“ der „Deutschen Volksgruppe“ ... | 67         |       |
| 7. Januar  | František Kubka                  | tschechischer Journalist, Schriftsteller, Dichter und Übersetzer und Diplomat                                   | 74         |       |
| 7. Januar  | Nathalie Lissenko                | russische Schauspielerin                                                                                        |            |       |
| 8. Januar  | James P. B. Duffy                | US-amerikanischer Politiker                                                                                     | 90         |       |
| 8. Januar  | Sebastian Englert                | deutscher Missionar und Forscher                                                                                | 80         |       |
| 8. Januar  | Albert Hill                      | britischer Leichtathlet                                                                                         | 79         |       |
| 8. Januar  | Elmar Kaljot                     | estnischer Fußballspieler                                                                                       | 67         |       |
| 8. Januar  | Erich Madsack                    | deutscher Verleger                                                                                              | 79         |       |
| 9. Januar  | Colorado Pete                    | US-amerikanischer Country- und Western-Musiker                                                                  | 59         |       |
| 9. Januar  | Giacomo Acerbo                   | italienischer Politiker, Mitglied der camera und Faschist                                                       | 80         |       |
| 9. Januar  | Jean Baby                        | französischer Historiker                                                                                        | 71         |       |
| 9. Januar  | Heinrich Börsting                | deutscher katholischer Priester und Bistumsarchivar                                                             | 68         |       |
| 9. Januar  | Jacobus van Egmond               | niederländischer Radrennfahrer                                                                                  | 60         |       |
| 9. Januar  | Day Keene                        | US-amerikanischer Schriftsteller und Drehbuchautor                                                              | 64         |       |
| 9. Januar  | Mira Mladějovská                 | tschechische Kunsthistorikerin und Museumsleiterin                                                              | 69         |       |
| 9. Januar  | Hans von Nordheim                | deutscher Jurist und Richter                                                                                    | 80         |       |
| 9. Januar  | Hans Venedey                     | deutscher Jurist und Politiker (SPD), hessischer Staatsminister                                                 | 66         |       |
| 9. Januar  | Ladislav Vycpálek                | tschechischer Komponist                                                                                         | 86         |       |
| 10. Januar | Maria Hafner                     | österreichische Rotkreuz-Helferin                                                                               | 77         |       |
| 10. Januar | Olaf Hansen                      | deutscher Iranist und Indogermanist                                                                             | 66         |       |
| 10. Januar | William B. Hawks                 | US-amerikanischer Filmproduzent                                                                                 | 67         |       |
| 10. Januar | Olga Oelkers                     | deutsche Florettfechterin                                                                                       | 81         |       |
| 10. Januar | Iwan Schljomin                   | sowjetisch-russischer Generalleutnant und Held der Sowjetunion                                                  | 70         |       |
| 10. Januar | Max Temming                      | deutscher Kaufmann                                                                                              | 85         |       |
| 10. Januar | Max Zwicknagl                    | deutscher Unternehmer und Politiker (BVP, CSU), MdL                                                             | 68         |       |
| 11. Januar | Ahmed Barzani                    | kurdischer Geistlicher und Stammesführer                                                                        |            |       |
| 11. Januar | Václav Hlavatý                   | tschechoslowakisch-US-amerikanischer Mathematiker                                                               | 74         |       |
| 11. Januar | Tschadraabalyn Lodoidamba        | mongolischer Schriftsteller und Dramatiker                                                                      |            |       |
| 11. Januar | Leopold von Wiese                | deutscher Soziologe                                                                                             | 92         |       |
| 12. Januar | Gotthilf Bayh                    | deutscher Politiker (SPD), MdL                                                                                  | 80         |       |
| 12. Januar | Wolfgang Bergemann               | deutscher politischer Funktionär                                                                                | 67         |       |
| 12. Januar | Betty Fischer                    | österreichische Operettenssopranistin                                                                           | 81         |       |
| 12. Januar | Károly Fogl                      | ungarischer Fußballspieler und -trainer                                                                         | 73         |       |
| 12. Januar | Ernst Hornung                    | deutscher Politiker (SPD)                                                                                       | 72         |       |
| 12. Januar | Teodor Peterek                   | polnischer Fußballspieler                                                                                       | 58         |       |
| 12. Januar | Lew Stone                        | britischer Orchesterleiter                                                                                      | 70         |       |
| 13. Januar | Robin Christian Andersen         | österreichischer Maler                                                                                          | 78         |       |
| 13. Januar | Franz A. Doubek                  | österreichischer Historiker, Germanist, Phonetiker und Sprachtherapeut                                          | 65         |       |
| 13. Januar | Evelyn Frechette                 | US-amerikanische Sängerin, Freundin von John Dillinger                                                          | 61         |       |
| 13. Januar | Bernhard Lorenz                  | deutscher Kommunalpolitiker und Widerstandskämpfer gegen den Nationalsozialismus                                | 79         |       |
| 13. Januar | Helmut Weiss                     | deutscher Schauspieler, Drehbuchautor und Filmregisseur                                                         | 61         |       |
| 14. Januar | Eliot Blackwelder                | US-amerikanischer Geologe                                                                                       | 88         |       |
| 14. Januar | Rudolf Brun                      | Schweizer Mediziner                                                                                             | 83         |       |
| 14. Januar | Jean D’Ans                       | deutscher Chemiker                                                                                              | 86         |       |
| 14. Januar | Paul Keller                      | deutscher Politiker (GB/BHE, GDP), MdL                                                                          | 74         |       |
| 14. Januar | Walterio Meyer Rusca             | schweizerisch-chilenischer Ingenieur, Förderer der Region Los Lagos, Sachbuchautor und Honorar-Vizekonsul       | 86         |       |
| 14. Januar | Fritz Reiche                     | deutsch-amerikanischer Physiker                                                                                 | 85         |       |
| 14. Januar | Edward Wakefield, 1. Baronet     | britischer Diplomat und Politiker                                                                               | 65         |       |
| 15. Januar | Helen Craggs                     | englisch-britische Suffragette                                                                                  | 80         |       |
| 15. Januar | Patrick Flynn                    | US-amerikanischer Langstrecken- und Hindernisläufer irischer Herkunft                                           | 74         |       |
| 15. Januar | Götz Gode                        | deutscher Schriftsteller                                                                                        | 64         |       |
| 15. Januar | Walter Henneberger               | Schweizer Schachspieler                                                                                         | 85         |       |
| 15. Januar | Richard Kaan                     | österreichischer Politiker                                                                                      | 71         |       |
| 15. Januar | Emil Martens                     | deutscher Kaufmann und Fußballfunktionär                                                                        | 82         |       |
| 15. Januar | Martin Mühlau                    | sächsischer Volkssänger und Musiker                                                                             | 85         |       |
| 15. Januar | Étienne Sabbe                    | belgischer Historiker und Generalarchivar                                                                       | 67         |       |
| 15. Januar | Theodor Werner                   | deutscher Maler                                                                                                 | 82         |       |
| 15. Januar | J. Dover Wilson                  | britischer Literaturwissenschaftler und Shakespearegelehrter                                                    | 87         |       |
| 15. Januar | Wolfgang Zill                    | deutscher Mann, Todesopfer an der innerdeutschen Grenze                                                         | 27         |       |
| 16. Januar | Rudolf Martin Argus              | Mitglied der Bremischen Bürgerschaft (KPD)                                                                      | 80         |       |
| 16. Januar | Patrocinio Díaz                  | argentinische Folk- und Tangosängerin                                                                           | ≈64        |       |
| 16. Januar | Vernon Duke                      | US-amerikanischer Komponist russischer Herkunft                                                                 | 65         |       |
| 16. Januar | Jules Jacob                      | kanadischer Sänger (Tenor)                                                                                      |            |       |
| 16. Januar | Petras Klimas                    | litauischer Jurist, Politiker und Diplomat                                                                      | 77         |       |
| 16. Januar | Grigori Alexandrowitsch Sannikow | russischer Dichter                                                                                              | 69         |       |
| 17. Januar | Grażyna Bacewicz                 | polnische Komponistin                                                                                           | 59         |       |
| 17. Januar | Bunchy Carter                    | US-amerikanischer politischer Aktivist                                                                          | 26         |       |
| 17. Januar | Hellmuth Chemnitz                | deutscher Bildhauer; Leitung der Abteilung Plastik (Fachschule für angewandte Kunst)                            | 65         |       |
| 17. Januar | Hubertus von Golitschek          | deutscher Jurist und Politiker (FDP), MdB                                                                       | 58         |       |
| 17. Januar | Stan Tomlin                      | britischer Langstreckenläufer                                                                                   | 63         |       |
| 17. Januar | Bernhard Trittelvitz             | deutscher Arzt und Schriftsteller                                                                               | 90         |       |
| 17. Januar | Matthias Rudolf Vollmar          | deutscher Jurist, Rechtsanwalt und Beigeordneter                                                                | 76         |       |
| 18. Januar | Alfred Hermann Benrath           | deutscher Hochschullehrer, Professor der physikalischen Chemie                                                  | 97         |       |
| 18. Januar | Bruno Bieligk                    | deutscher Politiker (SPD), MdA                                                                                  | 79         |       |
| 18. Januar | Hans Freyer                      | deutscher Soziologe und Philosoph                                                                               | 81         |       |
| 18. Januar | Roberta Martin                   | US-amerikanische Gospelmusikerin                                                                                | 61         |       |
| 19. Januar | Roberto Cessi                    | italienischer Historiker und Politiker                                                                          | 83         |       |
| 19. Januar | Lars Evensen                     | norwegischer Politiker (Arbeiderpartiet), Minister und Gewerkschaftsfunktionär                                  | 72         |       |
| 19. Januar | Karl Fix                         | deutscher Evangelist und Gründer der Volksmission entschiedener Christen                                        | 71         |       |
| 19. Januar | Robert Lusser                    | deutscher Kunstflieger, Ingenieur und Flugzeugentwickler                                                        | 69         |       |
| 19. Januar | Jan Palach                       | tschechischer Selbstverbrenner                                                                                  | 20         |       |
| 19. Januar | Alcide Pavageau                  | US-amerikanischer Jazz-Bassist                                                                                  | 80         |       |
| 19. Januar | Carlo Salamano                   | italienischer Automobilrennfahrer                                                                               | 78 oder 79 |       |
| 19. Januar | Ilse Thouret                     | deutsche Motorrad- und Automobilrennfahrerin, Sportlerin sowie Sportjournalistin                                | 71         |       |
| 20. Januar | Henry Larsen                     | norwegischer Ruderer                                                                                            | 77         |       |
| 20. Januar | Franz Lawaczeck                  | deutscher Ingenieur, Professor für Hydraulik, Erfinder und früher Wirtschaftsideologe der NSDAP und des NS-R... | 88         |       |
| 21. Januar | Franz Xaver Arnold               | deutscher Theologe und Religionswissenschaftler                                                                 | 70         |       |
| 21. Januar | Giovanni Comisso                 | italienischer Schriftsteller                                                                                    | 73         |       |
| 21. Januar | Léon Deloy                       | französischer Sportschütze und Funkamateur                                                                      | 74         |       |
| 22. Januar | Federico Cesarano                | italienischer Fechter und Sportschütze                                                                          | 82         |       |
| 22. Januar | Anton Gerrits                    | niederländischer Radrennfahrer                                                                                  | 83         |       |
| 22. Januar | Alan W. Jones                    | US-amerikanischer Offizier, Generalmajor der US-Army                                                            | 74         |       |
| 22. Januar | Ákos von Ráthonyi                | ungarischer Filmregisseur und Drehbuchautor                                                                     | 59         |       |
| 22. Januar | Robert Reboul                    | französischer Radrennfahrer                                                                                     | 75         |       |
| 22. Januar | Fritz Vetter                     | deutscher Politiker (GB/BHE), MdL                                                                               | 67         |       |
| 23. Januar | Jon Folkman                      | US-amerikanischer Mathematiker                                                                                  | 30         |       |
| 23. Januar | Franklin Wills Hancock           | US-amerikanischer Politiker                                                                                     | 74         |       |
| 23. Januar | Jaroslav Křička                  | tschechoslowakischer Komponist                                                                                  | 86         |       |
| 23. Januar | Malcolm Wallace McCutcheon       | kanadischer Politiker                                                                                           | 62         |       |
| 23. Januar | Josef Stadelmann                 | Schweizer Bankdirektor                                                                                          | 83         |       |
| 23. Januar | Heinrich Troxbömker              | deutscher Schauspieler und Regisseur                                                                            | 68         |       |
| 24. Januar | Carl Flick                       | amerikanischer Journalist                                                                                       | 69         |       |
| 24. Januar | Pauline Hall                     | norwegische Komponistin, Arrangeurin und Musikkritikerin                                                        | 78         |       |
| 24. Januar | Paul Hermberg                    | deutscher Sozial- und Wirtschaftswissenschaftler                                                                | 80         |       |
| 24. Januar | Ralph Herseth                    | US-amerikanischer Politiker                                                                                     | 59         |       |
| 24. Januar | Patrick Hogan                    | irischer Politiker                                                                                              | 83         |       |
| 24. Januar | Lothar Kreuz                     | deutscher Orthopäde, SS-Standartenführer, Rektor der Universität Berlin                                         | 80         |       |
| 24. Januar | Theodor Spitta                   | deutscher Politiker (DDP, BDV, FDP), MdBB                                                                       | 96         |       |
| 24. Januar | Wilhelm Weitz                    | deutscher Internist und Hochschullehrer                                                                         | 87         |       |
| 25. Januar | Karl Harberger                   | österreichischer Architekt und Politiker                                                                        |            |       |
| 25. August | José Maria Nicolau               | portugiesischer Radrennfahrer                                                                                   | 61         |       |
| 25. Januar | Jean Payart                      | französischer Botschafter                                                                                       | 76         |       |
| 25. Januar | Guillermo Wiedemann              | deutsch-kolumbianischer Maler                                                                                   | 63         |       |
| 26. Januar | Fats Everett                     | US-amerikanischer Politiker                                                                                     | 53         |       |
| 26. Januar | Homero Serís                     | spanischer Philologe                                                                                            | 90         |       |
| 27. Januar | Willi Albrecht                   | deutscher Politiker, MdV und Gewerkschafter                                                                     | 72         |       |
| 27. Januar | Hanns Jelinek                    | österreichischer Komponist und Musikpädagoge                                                                    | 67         |       |
| 27. Januar | George D. Nye                    | US-amerikanischer Politiker                                                                                     | 70         |       |
| 27. Januar | Hugo Spatz                       | deutscher Neuropathologe                                                                                        | 80         |       |
| 27. Januar | Charles Winninger                | US-amerikanischer Schauspieler                                                                                  | 84         |       |
| 28. Januar | Jakob Grimminger                 | deutscher Nationalsozialist, Träger der Blutfahne im Film „Triumph des Willens“                                 | 76         |       |
| 28. Januar | Ferdinand Hahnzog                | Historiker und Polizist                                                                                         | 71         |       |
| 28. Januar | Heinrich Micko                   | österreichischer Schriftsteller und Heimatdichter                                                               | 69         |       |
| 28. Januar | Olav Odden                       | norwegischer Skilangläufer und Nordischer Kombinierer                                                           | 54         |       |
| 28. Januar | Georg Reuter                     | deutscher Gewerkschaftsfunktionär                                                                               | 66         |       |
| 28. Januar | Gottlieb Roth                    | österreichischer Bergmann und Fossiliensammler                                                                  | 99         |       |
| 28. Januar | Louis Villeneuve                 | französischer Automobilrennfahrer                                                                               | 79         |       |
| 28. Januar | Walter Wiborg                    | plattdeutscher Autor, Leiter, Darsteller und Spielleiter bei der Niederdeutschen Bühne Rendsburg                | 64         |       |
| 28. Januar | Jesse P. Wolcott                 | US-amerikanischer Politiker                                                                                     | 75         |       |
| 29. Januar | Theodor Boehm                    | deutscher pharmazeutischer Chemiker und Apotheker                                                               | 76         |       |
| 29. Januar | William E. Burney                | US-amerikanischer Politiker                                                                                     | 75         |       |
| 29. Januar | Dely Drexler                     | österreichische Schauspielerin                                                                                  | 70         |       |
| 29. Januar | Allen Welsh Dulles               | US-amerikanischer Direktor der CIA (1953–1961)                                                                  | 75         |       |
| 29. Januar | Julius Gold                      | US-amerikanischer Geiger, Musikwissenschaftler und -pädagoge                                                    | 84         |       |
| 29. Januar | Otto Mänchen-Helfen              | österreichischer Althistoriker und Sinologe                                                                     | 74         |       |
| 29. Januar | Eugène Thomas                    | französischer Politiker                                                                                         | 65         |       |
| 29. Januar | Max Weinreich                    | jiddischer Sprachwissenschaftler                                                                                | 74         |       |
| 30. Januar | Herman Cederberg                 | finnischer Schwimmer, der auf die Bruststrecken spezialisiert war                                               | 85         |       |
| 30. Januar | Karl Dietzel                     | deutscher Kaufmann und Landespolitiker                                                                          | 66         |       |
| 30. Januar | Li Zongren                       | nationalchinesischer General und Politiker                                                                      | 78         |       |
| 30. Januar | Otto Loeb                        | österreichischer Rechtsanwalt, Dichter und Soldat                                                               | 86         |       |
| 30. Januar | Fritzi Massary                   | österreichische Sängerin und Schauspielerin                                                                     | 86         |       |
| 30. Januar | Dominique Pire                   | belgischer Mönch und Friedensnobelpreisträger                                                                   | 58         |       |
| 30. Januar | Alexis Vedeux                    | französischer Turner                                                                                            | 89         |       |
| 30. Januar | Rudolf Vienup                    | deutscher Politiker (SPD), MdL                                                                                  | 78         |       |
| 31. Januar | Meher Baba                       | indischer Guru                                                                                                  | 74         |       |
| 31. Januar | Adamo Bozzani                    | italienischer Turner                                                                                            | 77         |       |
| 31. Januar | Karl Paul                        | deutscher Maler und Grafiker in der Lausitz                                                                     | 78         |       |
| 31. Januar | Ernest P. Walker                 | US-amerikanischer Zoologe                                                                                       | 77         |       |
| Januar     | Antonio Alvarez Vidaurre         | salvadorianischer Diplomat                                                                                      |            |       |
| Januar     | Daisy Hilton                     | US-amerikanische Schauspielerin und Siamesischer Zwilling                                                       | 60         |       |
| Januar     | Violet Hilton                    | US-amerikanische Schauspielerin und Siamesischer Zwilling                                                       | 60         |       |
| Januar     | Mike Taylor                      | britischer Jazzmusiker                                                                                          |            |       |

## Februar
| Tag         | Name                                      | Beruf, bekannt als                                                                                          | Alter | Beleg |
| ----------- | ----------------------------------------- | --- | ----- | ----- |
| 1. Februar  | Friedrich Müller-Langenthal               | evangelischer Bischof und Historiker in Siebenbürgen                                                        | 84    |       |
| 1. Februar  | Edgar Nemir                               | US-amerikanischer Ringer                                                                                    | 58    |       |
| 1. Februar  | Stanisław Paczka                          | polnischer Rennrodler                                                                                       | 23    |       |
| 1. Februar  | Oskar Regele                              | österreichischer Militärhistoriker                                                                          | 78    |       |
| 1. Februar  | Konrad Schmid-Meil                        | deutscher Maler und Künstler                                                                                | 59    |       |
| 2. Februar  | Boris Karloff                             | britischer Theater- und Filmschauspieler                                                                    | 81    |       |
| 2. Februar  | Giovanni Martinelli                       | italienischer Opernsänger                                                                                   | 83    |       |
| 2. Februar  | Johann Wenzel                             | deutscher Funker des sowjetischen Militär-Nachrichtendienstes GRU                                           | 66    |       |
| 3. Februar  | C. N. Annadurai                           | indischer Politiker und Autor                                                                               | 59    |       |
| 3. Februar  | Gustave van Belle                         | belgischer Karambolagespieler                                                                               | 79    |       |
| 3. Februar  | Oscar Joliet                              | belgischer Geistlicher, römisch-katholischer Theologe und Bischof                                           | 90    |       |
| 3. Februar  | Justinas Juodaitis                        | litauischer katholischer Geistlicher, Prälat, Kanoniker, Hochschullehrer, Märtyrer                          | 69    |       |
| 3. Februar  | Hiong King-lai                            | chinesischer Mathematiker                                                                                   | 75    |       |
| 3. Februar  | Eduardo Mondlane                          | mosambikanischer Politiker, Präsident der Mosambikanischen Befreiungsfront                                  | 48    |       |
| 3. Februar  | Gerhard Schramm                           | deutscher Genetiker                                                                                         | 58    |       |
| 3. Februar  | Alexander von Szpinger                    | deutscher Landschaftsmaler                                                                                  | 79    |       |
| 3. Februar  | Al Taliaferro                             | US-amerikanischer Comiczeichner                                                                             | 63    |       |
| 3. Februar  | Karl Lothar Wolf                          | deutscher Chemiker, Hochschullehrer                                                                         | 67    |       |
| 4. Februar  | Lucy Borchard                             | deutsche Reederin                                                                                           | 91    |       |
| 4. Februar  | Léonard Bordes                            | französischer Maler und Lithograf                                                                           | 70    |       |
| 4. Februar  | Heinrich Kalbers                          | deutscher Politiker (Zentrum, CDU), MdL                                                                     | 67    |       |
| 4. Februar  | Kurt Rieth                                | deutscher Diplomat                                                                                          | 87    |       |
| 4. Februar  | Oskar Mathias                             | österreichischer Astronom                                                                                   | 68    |       |
| 4. Februar  | Emil Reinhard                             | Schweizer Unternehmer                                                                                       | 89    |       |
| 4. Februar  | Thelma Ritter                             | US-amerikanische Schauspielerin                                                                             | 66    |       |
| 4. Februar  | Otto Tschadek                             | österreichischer Rechtsanwalt und Politiker (SDAPÖ, SPD, SPÖ), Abgeordneter zum Nationalrat                 | 64    |       |
| 5. Februar  | Juozas Balčikonis                         | litauischer Sprachwissenschaftler und Übersetzer                                                            | 83    |       |
| 5. Februar  | Alfred Beloë                              | britischer Autorennfahrer                                                                                   | 60    |       |
| 5. Februar  | Conrad Hilton Jr.                         | US-amerikanischer Manager                                                                                   | 42    |       |
| 5. Februar  | Alexandros Matsas                         | griechischer Dramatiker, Poet und Diplomat                                                                  | 58    |       |
| 6. Februar  | Hugo Heinrich Figulla                     | deutsch-britischer Altorientalist                                                                           | 83    |       |
| 6. Februar  | Edoardo Severgnini                        | italienischer Radrennfahrer                                                                                 | 64    |       |
| 7. Februar  | Karl Dröll                                | deutscher Politiker (KPD), Opfer des Stalinismus                                                            | 71    |       |
| 7. Februar  | Salvador Martínez Silva                   | mexikanischer Geistlicher, Weihbischof in Morelia                                                           | 79    |       |
| 7. Februar  | Hans Rademacher                           | deutscher Mathematiker                                                                                      | 76    |       |
| 7. Februar  | Alma Rogge                                | niedersächsische Schriftstellerin                                                                           | 74    |       |
| 7. Februar  | Ruth von Scholley                         | deutsche Malerin                                                                                            | 75    |       |
| 7. Februar  | Friedrich Wallisch                        | österreichischer Erzähler, Dramatiker, Lyriker und Arzt                                                     | 78    |       |
| 7. Februar  | Anson Weeks                               | US-amerikanischer Komponist und Bigband-Leader                                                              | 72    |       |
| 8. Februar  | Helmut Epperlein                          | deutscher Uhrenfabrikant und Politiker (NPD), MdL Baden-Württemberg                                         | 55    |       |
| 8. Februar  | Kurt Kuhnke                               | deutscher Rennfahrer, Konstrukteur und Unternehmer                                                          | 58    |       |
| 8. Februar  | Leopoldo Méndez                           | mexikanischer Künstler                                                                                      | 66    |       |
| 9. Februar  | Tiest van Gestel                          | niederländischer Bogenschütze                                                                               | 87    |       |
| 9. Februar  | George Hayes                              | US-amerikanischer Schauspieler                                                                              | 83    |       |
| 9. Februar  | William Lescaze                           | amerikanischer Architekt                                                                                    | 72    |       |
| 9. Februar  | Manuel Piñero                             | chilenischer Fußballspieler                                                                                 | 48    |       |
| 9. Februar  | Manuel Plaza                              | chilenischer Marathonläufer                                                                                 | 68    |       |
| 9. Februar  | Marty Servo                               | US-amerikanischer Boxer                                                                                     | 49    |       |
| 9. Februar  | Will Shuster                              | US-amerikanischer Maler, Bildhauer und Lehrer                                                               | 75    |       |
| 10. Februar | Paul Barbarin                             | US-amerikanischer Jazzmusiker (Schlagzeug, Komponist)                                                       | 69    |       |
| 10. Februar | Udo Krauthausen                           | deutscher Jurist und Ministerialbeamter                                                                     | 74    |       |
| 10. Februar | Willy Menz                                | deutscher Maler, Grafiker und Kunstschullehrer                                                              | 79    |       |
| 11. Februar | Dario Beni                                | italienischer Radrennfahrer                                                                                 | 79    |       |
| 11. Februar | Richard von Hessen                        | deutscher NSKK-Obergruppenführer und Präsident der Deutschen Verkehrswacht                                  | 67    |       |
| 11. Februar | Oswald Holmberg                           | schwedischer Turner und Tauzieher                                                                           | 86    |       |
| 11. Februar | Erich von Luckwald                        | deutscher Diplomat                                                                                          | 84    |       |
| 11. Februar | Michael Reeves                            | englischer Regisseur und Drehbuchautor                                                                      | 25    |       |
| 11. Februar | Otto Wallig                               | österreichischer Politiker (ÖVP), Landtagsabgeordneter, Mitglied des Bundesrates                            | 70    |       |
| 12. Februar | Victor Gram                               | dänischer Politiker (Socialdemokraterne)                                                                    | 59    |       |
| 12. Februar | Karl Hoffmann                             | deutscher Jurist                                                                                            | 77    |       |
| 12. Februar | Robert Presnell Sr.                       | US-amerikanischer Drehbuchautor und Filmproduzent                                                           | 74    |       |
| 12. Februar | Reidar Sørlie                             | norwegischer Leichtathlet                                                                                   | 59    |       |
| 12. Februar | Wilhelm Rees                              | deutscher Kommunalpolitiker, Heimatforscher und Schriftsteller                                              | 81    |       |
| 12. Februar | Artur Wechmann                            | deutscher Hydrologe                                                                                         | 86    |       |
| 12. Februar | Anton Waibel                              | deutscher kommunistischer Revolutionär                                                                      | 79    |       |
| 13. Februar | Franz Bartik                              | österreichischer Politiker (ÖVP), Landtagsabgeordneter                                                      | 72    |       |
| 13. Februar | Sidney Cotton                             | australischer Pilot, Luftfahrtpionier, Spion und Fotograf                                                   | 74    |       |
| 13. Februar | Georges Jouatte                           | französischer Tenor und Musikpädagoge                                                                       | 76    |       |
| 13. Februar | Yrjö Kolho                                | finnischer Sportschütze                                                                                     | 80    |       |
| 13. Februar | Carl Voß                                  | deutscher Politiker (NSDAP), MdR                                                                            | 71    |       |
| 13. Februar | Kazimierz Wierzyński                      | polnischer Schriftsteller                                                                                   | 74    |       |
| 14. Februar | Vito Genovese                             | US-amerikanischer Mafioso, Pate einer Mafia-Familie in New York                                             | 71    |       |
| 14. Februar | Friedrich Hünermann                       | Weihbischof in Aachen                                                                                       | 82    |       |
| 14. Februar | Wladimir Kaplunowski                      | sowjetischer Regisseur und Produktionsdesigner                                                              | 62    |       |
| 14. Februar | Carl Lipp                                 | österreichischer Politiker (ÖVP), Mitglied des Bundesrates                                                  | 76    |       |
| 14. Februar | Ludolf Malten                             | deutscher Klassischer Philologe und Religionswissenschaftler                                                | 89    |       |
| 14. Februar | Wilhelm Schreiber                         | deutscher Politiker (SPD)                                                                                   | 72    |       |
| 14. Februar | Edmund Murton Walker                      | kanadischer Entomologe                                                                                      | 91    |       |
| 15. Februar | Hans Czidlik                              | österreichischer Politiker (SPÖ), Landtagsabgeordneter                                                      | 60    |       |
| 15. Februar | Ludwig Mayer                              | österreichischer Landwirt, Kaufmann und Politiker (ÖVP), Landtagsabgeordneter, Abgeordneter zum Nationalrat | 72    |       |
| 15. Februar | Wolfgang Philipp                          | deutscher protestantischer Theologe                                                                         | 53    |       |
| 15. Februar | Pee Wee Russell                           | US-amerikanischer Klarinettist                                                                              | 62    |       |
| 15. Februar | Pius Schneeberger                         | österreichischer Politiker (SdP, SPÖ), Abgeordneter zum Nationalrat                                         | 76    |       |
| 15. Februar | Hans Vollmer                              | deutscher Kunsthistoriker                                                                                   | 90    |       |
| 16. Februar | Gisela Arendt                             | deutsche Schwimmerin                                                                                        | 50    |       |
| 16. Februar | Gennaro Auricchio                         | italienischer Industrieller und Motorrad- sowie Automobilrennfahrer                                         | 62    |       |
| 16. Februar | Manuel del Campo                          | mexikanischer Filmeditor                                                                                    | 55    |       |
| 16. Februar | Martha Hübner                             | Volkskomikerin, Schauspielerin und Chanteuse                                                                | 79    |       |
| 16. Februar | Emil Rothardt                             | deutscher Fußballspieler                                                                                    | 63    |       |
| 16. Februar | Franz Schaffer                            | österreichischer Politiker (ÖVP), Mitglied des Bundesrates                                                  | 73    |       |
| 17. Februar | Gustl Busch                               | deutsche Schauspielerin                                                                                     | 68    |       |
| 17. Februar | Dieter Cunz                               | deutsch-amerikanischer Historiker und Germanist, Krimiautor                                                 | 58    |       |
| 17. Februar | Franz Sales Gebhardt-Westerbuchberg       | deutscher Maler                                                                                             | 74    |       |
| 18. Februar | Dragiša Cvetković                         | jugoslawischer Politiker                                                                                    | 76    |       |
| 18. Februar | Hermann Franz                             | deutscher Polizist, SS-Führer und Generalmajor der Polizei                                                  | 77    |       |
| 18. Februar | Hans Kühne                                | deutscher Chemiker und Angeklagter während der Nürnberger Prozesse                                          | 88    |       |
| 18. Februar | James Larkin junior                       | irischer sozialistischer Aktivist, Politiker und Führer der irischen Gewerkschaftsunion                     |       |       |
| 18. Februar | Edouard Mielche                           | dänischer Schauspieler                                                                                      | 63    |       |
| 18. Februar | Oskar vom Pferdemarkt                     | deutscher Straßenhändler, Hamburger Stadtoriginal                                                           | 66    |       |
| 18. Februar | Otto Wemper                               | deutscher Forstmann                                                                                         |       |       |
| 19. Februar | Madge Blake                               | US-amerikanische Schauspielerin                                                                             | 69    |       |
| 19. Februar | Michel Bon                                | französischer Radrennfahrer                                                                                 | 24    |       |
| 19. Februar | Violet Bonham Carter                      | britische Politikerin, Mitglied des House of Commons                                                        | 81    |       |
| 19. Februar | Jean-Pierre Ducasse                       | französischer Radrennfahrer                                                                                 | 24    |       |
| 19. Februar | Mykola Kapustjanskyj                      | ukrainischer Offizier und Politiker                                                                         | 90    |       |
| 20. Februar | Ernest Ansermet                           | Schweizer Dirigent                                                                                          | 85    |       |
| 20. Februar | Henri Deutschmeister                      | rumänischstämmiger, französischer Filmproduzent und Filmexporteur                                           | 66    |       |
| 20. Februar | Emile Rohrbach                            | französischer Radrennfahrer                                                                                 | 69    |       |
| 20. Februar | Florêncio Carlos de Abreu e Silva         | brasilianischer Jurist, Geograph, Historiker und Statistiker                                                | 87    |       |
| 20. Februar | Eugene Vidal                              | US-amerikanischer Zehnkämpfer und Luftfahrtpionier                                                          | 73    |       |
| 21. Februar | Joseph Bernhart                           | deutscher Theologe, Religionswissenschaftler und Publizist                                                  | 87    |       |
| 21. Februar | Jean Charbonneaux                         | französischer Klassischer Archäologe                                                                        | 74    |       |
| 21. Februar | Paul Drews                                | Mitglied der Lübecker Bürgerschaft (KPD)                                                                    | 72    |       |
| 21. Februar | Friedrich Kraus                           | deutscher Politiker (SPD), MdB                                                                              | 65    |       |
| 21. Februar | Itzik Manger                              | jiddischsprachiger Schriftsteller                                                                           | 67    |       |
| 21. Februar | Lewis Martin                              | US-amerikanischer Schauspieler                                                                              | 74    |       |
| 21. Februar | Eduard Maurer                             | deutscher Chemiker und Metallurg                                                                            | 82    |       |
| 21. Februar | August Reitz                              | deutscher Gewerkschafter                                                                                    | 83    |       |
| 22. Februar | Henri Béghin                              | französischer Mathematiker und Mechanik-Professor                                                           | 92    |       |
| 22. Februar | Sibylle Bolla-Kotek                       | österreichische Rechtshistorikerin                                                                          | 55    |       |
| 22. Februar | Ludwig Deichgräber                        | deutscher Architekt und Landwirt                                                                            | 74    |       |
| 22. Februar | Johannes Dieckmann                        | deutscher Journalist und Politiker (DVP, LDPD), MdV                                                         | 76    |       |
| 22. Februar | Herbert Nitzschke                         | deutscher Filmarchitekt und Maler                                                                           | 71    |       |
| 22. Februar | Stanley Peat                              | britischer Chemiker                                                                                         | 66    |       |
| 22. Februar | Alois Pupp                                | italienischer Politiker (Südtirol)                                                                          | 68    |       |
| 22. Februar | Benjamin J. Rabin                         | US-amerikanischer Jurist und Politiker                                                                      | 72    |       |
| 22. Februar | Walter Radant                             | deutscher Fußballspieler                                                                                    | 46    |       |
| 22. Februar | Carlos Rusconi                            | argentinischer Paläontologe, Paläokünstler und Museumsleiter                                                | 70    |       |
| 22. Februar | Eduard Trabert                            | deutscher Gewerkschafter und Politiker (CDU), MdL                                                           | 78    |       |
| 23. Februar | Maurice Baudat                            | Schweizer Politiker (LPS)                                                                                   | 80    |       |
| 23. Februar | Madhubala                                 | indische Filmschauspielerin                                                                                 | 36    |       |
| 23. Februar | Augustin Maurellet                        | französischer Politiker (SFIO), Mitglied der Nationalversammlung                                            | 80    |       |
| 23. Februar | Joseph Messner                            | österreichischer Musiker und Komponist                                                                      | 75    |       |
| 23. Februar | Saud ibn Abd al-Aziz                      | saudi-arabischer König (1953–1964)                                                                          | 67    |       |
| 23. Februar | David Shaltiel                            | israelischer General, Diplomat und Zionist                                                                  | 66    |       |
| 23. Februar | Constantin Silvestri                      | rumänischer Dirigent                                                                                        | 55    |       |
| 23. Februar | Clemens Taesler                           | deutscher Prediger und Autor                                                                                | 81    |       |
| 24. Februar | Seán Brady                                | irischer Politiker                                                                                          | 78    |       |
| 24. Februar | Ludwig Klatte                             | deutscher Schiffszimmerer und Politiker (SPD)                                                               | 75    |       |
| 24. Februar | Hans Lehmkuhl                             | deutscher Maler, Zeichner und Restaurator                                                                   | 85    |       |
| 24. Februar | Anton Weber                               | deutscher Politiker (CDU)                                                                                   | 78    |       |
| 25. Februar | Władysław Dobrowolski                     | polnischer Säbelfechter, Leichtathlet und Sportfunktionär                                                   | 73    |       |
| 25. Februar | Barney Hill                               | US-amerikanischer Mann, der behauptete, von einem UFO entführt worden zu sein                               | 46    |       |
| 25. Februar | Franz Kornemann                           | deutscher Kunst- und Glasmaler                                                                              | 73    |       |
| 25. Februar | Paul-Edmond Martin                        | Schweizer Historiker                                                                                        | 85    |       |
| 25. Februar | Jan Zajíc                                 | tschechischer Student                                                                                       | 18    |       |
| 26. Februar | Emil Bartoschek                           | deutscher Maler und Künstler des Bauhauses                                                                  | 69    |       |
| 26. Februar | Chibana Chōshin                           | japanischer Karatemeister (Okinawa)                                                                         | 83    |       |
| 26. Februar | Bernice Edwards                           | US-amerikanische Bluesmusikerin                                                                             |       |       |
| 26. Februar | Wladimir Eliasberg                        | deutscher Psychiater                                                                                        | 81    |       |
| 26. Februar | Levi Eschkol                              | Ministerpräsident Israels (1963–1969)                                                                       | 73    |       |
| 26. Februar | Karl Jaspers                              | deutscher Philosoph und Psychiater                                                                          | 86    |       |
| 26. Februar | Gustav Kauffmann                          | deutscher Politiker (CDU), MdL                                                                              | 74    |       |
| 26. Februar | Theo Kellner                              | deutscher Architekt und Maler                                                                               | 69    |       |
| 26. Februar | Josef Ivar Müller                         | Schweizer Chorleiter und Komponist                                                                          | 76    |       |
| 26. Februar | Alois Weiß                                | deutscher Henker                                                                                            | 62    |       |
| 26. Februar | Ascan Woermann                            | deutsch-südwestafrikanischer Kaufmann                                                                       | 67    |       |
| 27. Februar | Marius Barbeau                            | kanadischer Anthropologe, Ethnologe und Folkloreforscher                                                    | 85    |       |
| 27. Februar | John Boles                                | US-amerikanischer Schauspieler                                                                              | 73    |       |
| 27. Februar | Karl Deichen                              | deutscher Brigadegeneral des Heeres der Bundeswehr                                                          | 54    |       |
| 27. Februar | Otto Haintz                               | deutscher Historiker                                                                                        | 78    |       |
| 27. Februar | Alfred Haubold                            | deutscher Offizier, zuletzt General der Flakartillerie im Zweiten Weltkrieg                                 | 81    |       |
| 27. Februar | Hermann Hecht                             | deutscher Unternehmer                                                                                       | 91    |       |
| 27. Februar | Fujie Keisuke                             | General der kaiserlich japanischen Armee                                                                    | 83    |       |
| 27. Februar | Margarete Stöger-Steiner von Steinstätten | österreichische Verlegerin, Erzählerin und Frauenrechtlerin                                                 | 75    |       |
| 28. Februar | Marie Borchardt                           | deutsche Schauspielerin und Schauspiellehrerin                                                              | 78    |       |
| 28. Februar | Otto Fahr                                 | deutscher Schwimmer und Unternehmer                                                                         | 76    |       |
| 28. Februar | Josef Hegen                               | kommunistischer Politiker in der CSR und DDR                                                                | 61    |       |
| 28. Februar | Theodor Kern                              | österreichischer Maler                                                                                      | 68    |       |
| 28. Februar | Martin Stahnke                            | deutscher Ruderer                                                                                           | 80    |       |
| 28. Februar | Gustavo Testa                             | italienischer Kardinal der römisch-katholischen Kirche                                                      | 82    |       |
| Februar     | Walter Blickenstorfer                     | Schweizer Journalist und Schriftsteller                                                                     | 47    |       |
| Februar     | John Johnstone                            | US-amerikanischer Hochspringer                                                                              | 77    |       |

## März
| Tag      | Name                                              | Beruf, bekannt als                                                                                              | Alter | Beleg |
| -------- | ------------------------------------------------- | --- | ----- | ----- |
| 1. März  | Albin Eduard Beau                                 | deutscher Germanist, Romanist und Lusitanist                                                                    | 61    |       |
| 1. März  | Jim de Booy                                       | niederländischer Politiker, Seeoffizier und Wirtschaftsmanager                                                  | 83    |       |
| 2. März  | August Buxtorf                                    | Schweizer Geologe                                                                                               | 91    |       |
| 2. März  | Hugo Hose                                         | deutscher Politiker, Gewerkschaftsfunktionär                                                                    | 78    |       |
| 2. März  | Olaf Jacobsen                                     | norwegischer Turner                                                                                             | 80    |       |
| 2. März  | Walter Müller                                     | österreichischer Schauspieler                                                                                   | 57    |       |
| 2. März  | Frederick L. Anderson                             | US-amerikanischer Luftwaffengeneral                                                                             | 63    |       |
| 3. März  | Fred Alexander                                    | US-amerikanischer Tennisspieler                                                                                 | 88    |       |
| 3. März  | Wilhelm Bauer                                     | deutscher Pädagoge, Redakteur und evangelisch-lutherischer Kirchenrat                                           | 79    |       |
| 3. März  | Albert Gsänger                                    | deutscher Schornsteinfeger und Politiker (SPD), MdL Bayern                                                      | 46    |       |
| 3. März  | Martin Lucas                                      | niederländischer Geistlicher, Steyler Missionar und päpstlicher Diplomat                                        | 74    |       |
| 3. März  | Maria Teresa Ricci                                | italienische Filmregisseurin und Drehbuchautorin                                                                |       |       |
| 3. März  | Gustav Sasse                                      | deutscher Organist und Dirigent                                                                                 | 64    |       |
| 3. März  | Heinrich Thümler                                  | deutscher Politiker (NSDAP)                                                                                     | 81    |       |
| 3. März  | Alexander Kasimirowitsch Tolusch                  | sowjetischer Schachgroßmeister                                                                                  | 58    |       |
| 4. März  | Yves Chataigneau                                  | französischer Pädagoge, Offizier und Diplomat                                                                   | 77    |       |
| 4. März  | Giorgio Chiavacci                                 | italienischer Florettfechter                                                                                    | 69    |       |
| 4. März  | Violet Elton                                      | englische Badmintonspielerin                                                                                    | 80    |       |
| 4. März  | Ross Rizley                                       | US-amerikanischer Politiker                                                                                     | 76    |       |
| 4. März  | Nicholas Schenck                                  | US-amerikanischer Filmpionier                                                                                   | 87    |       |
| 4. März  | Emma Stern                                        | deutsche Malerin                                                                                                | 90    |       |
| 5. März  | Adolf Blomeyer                                    | deutscher Landwirt und Politiker (CDU)                                                                          | 69    |       |
| 5. März  | Hans Ekstrand                                     | deutscher Politiker (SPD), MdB                                                                                  | 65    |       |
| 5. März  | Friedrich Karl Fromm                              | deutscher Dichterjurist                                                                                         | 62    |       |
| 5. März  | Albert Fuss                                       | deutscher Grafiker                                                                                              | 79    |       |
| 5. März  | Jo van Gastel                                     | niederländischer Bogenschütze                                                                                   | 82    |       |
| 05. März | Martin Hindorff                                   | schwedischer Segler                                                                                             | 71    |       |
| 5. März  | Heinrich Kittel                                   | deutscher Offizier, zuletzt Generalleutnant im Zweiten Weltkrieg                                                | 76    |       |
| 5. März  | Bonifacio Ondó Edu                                | Regierungschef von Äquatorialguinea                                                                             |       |       |
| 5. März  | Alexander Werth                                   | britischer Journalist und Historiker                                                                            | 68    |       |
| 6. März  | Bruno Lange                                       | deutscher Physiker und Industrieller                                                                            | 66    |       |
| 6. März  | Carl Niessen                                      | deutscher Theaterwissenschaftler und Hochschullehrer                                                            | 78    |       |
| 6. März  | Robert Nissen                                     | deutscher Kunsthistoriker                                                                                       | 78    |       |
| 6. März  | Óscar Osorio Hernández                            | salvadorianischer Präsident                                                                                     | 58    |       |
| 6. März  | Nadja Ruschewa                                    | sowjetische Zeichnerin                                                                                          | 17    |       |
| 6. März  | Hans Stammreich                                   | brasilianischer Physikochemiker, Molekülspektroskopiker                                                         | 66    |       |
| 7. März  | Joe Kennaway                                      | kanadischer Fußballtorwart                                                                                      | 64    |       |
| 7. März  | Richard Pefferle                                  | US-amerikanischer Szenenbildner                                                                                 | 64    |       |
| 7. März  | Elimar Precht                                     | deutscher Lagerzahnarzt in Konzentrationslagern und SS-Hauptsturmführer                                         | 56    |       |
| 7. März  | Leo Weber                                         | schweizerischer Pädagoge                                                                                        | 92    |       |
| 8. März  | Ralph J. Canine                                   | erster Direktor der National Security Agency (NSA)                                                              | 73    |       |
| 8. März  | Christel Holch                                    | dänische Theater- und Filmschauspielerin                                                                        | 82    |       |
| 8. März  | Ernst Ketterer                                    | deutscher Komponist und Chorleiter                                                                              | 71    |       |
| 8. März  | Jorge Linford                                     | chilenischer Fußballspieler                                                                                     | 66    |       |
| 8. März  | Otto Nebrig                                       | deutscher Politiker (SPD, SED)                                                                                  | 93    |       |
| 8. März  | Carl-Gisbert Schultze-Schlutius                   | deutscher Verwaltungsjurist, Ministerialbeamter, Politiker (CDU), MdHB und Verbandsfunktionär des Bank- und ... | 65    |       |
| 9. März  | Charles Brackett                                  | US-amerikanischer Drehbuchautor                                                                                 | 76    |       |
| 9. März  | Walter Christaller                                | deutscher Geograph                                                                                              | 75    |       |
| 9. März  | Ferdinand Geißlinger                              | österreichischer Bundesbahnbeamter und Politiker (ÖVP), Abgeordneter zum Nationalrat                            | 77    |       |
| 9. März  | William Henry Evered Poole                        | südafrikanischer Botschafter                                                                                    | 66    |       |
| 9. März  | Abdul Munim Riad                                  | ägyptischer Militär, General und Stabschef der ägyptischen Armee                                                | 49    |       |
| 9. März  | Alfred Riedel                                     | deutscher Lithograph und Schriftgrafiker                                                                        | 62    |       |
| 9. März  | Rudolf Schmidt                                    | deutscher Verwaltungsjurist, Landrat und Ministerialbeamter                                                     | 64    |       |
| 9. März  | Arnold Tschira                                    | deutscher Bauforscher und Hochschullehrer                                                                       | 58    |       |
| 10. März | Georg Jedicke                                     | deutscher Offizier, zuletzt Generalleutnant der Polizei sowie SS-Gruppenführer im Zweiten Weltkrieg             | 81    |       |
| 10. März | Klara Heydebreck                                  | deutsche Buchhalterin                                                                                           | 72    |       |
| 10. März | Peter Kiwitt                                      | deutscher Schauspieler                                                                                          | 64    |       |
| 10. März | Theodor Meidl                                     | österreichischer Verlagsleiter und Autor                                                                        | 78    |       |
| 10. März | Jimmy Wilde                                       | walisischer Boxer                                                                                               | 76    |       |
| 11. März | Hermann Aubin                                     | sudetendeutscher völkischer Historiker                                                                          | 83    |       |
| 11. März | Domingo de las Bárcenas y Lopez-Mollinedo Mercado | spanischer Diplomat                                                                                             |       |       |
| 11. März | Paul Blaschke                                     | deutscher Musiker und Theologe                                                                                  | 83    |       |
| 11. März | Harold Clarke                                     | britischer Wasserspringer                                                                                       |       |       |
| 11. März | John Daly                                         | irischer Langstrecken- und Hindernisläufer                                                                      | 89    |       |
| 11. März | Dorothy Draper                                    | US-amerikanische Innenarchitektin                                                                               | 79    |       |
| 11. März | Carl Leo                                          | deutscher Jurist und Politiker (DDP), MdHB                                                                      | 67    |       |
| 11. März | Maria Reuber                                      | deutsche Politikerin (SPD), Mitglied des Abgeordnetenhauses von Berlin                                          | 67    |       |
| 11. März | Ella Scoble Opperman                              | US-amerikanische Musikpädagogin, Organistin und Pianistin                                                       | 95    |       |
| 11. März | John Wyndham                                      | britischer Science-Fiction-Autor                                                                                | 65    |       |
| 12. März | Frank W. Boykin                                   | US-amerikanischer Politiker                                                                                     | 84    |       |
| 12. März | Fernand Gonder                                    | französischer Stabhochspringer                                                                                  | 85    |       |
| 12. März | Emil Gröner                                       | deutscher Fußballspieler                                                                                        | 76    |       |
| 12. März | André Salmon                                      | französischer Schriftsteller und Kunstkritiker                                                                  | 87    |       |
| 13. März | Heinz Baumeister                                  | deutscher Landespolitiker (SPD, SED), Journalist und Verbandsvorsitzender                                       | 67    |       |
| 13. März | Max Fischer                                       | deutscher Fußballspieler                                                                                        | 80    |       |
| 13. März | Walter Oehme                                      | deutscher Journalist und Politiker                                                                              | 77    |       |
| 13. März | Saimura Gorō                                      | japanischer Kendoka                                                                                             | 81    |       |
| 13. März | Charles A. Sprague                                | US-amerikanischer Politiker                                                                                     | 81    |       |
| 13. März | Jerzy Wojciech Szulczewski                        | polnischer Lehrer, Botaniker und Zoologe                                                                        | 89    |       |
| 14. März | Roger Heman senior                                | US-amerikanischer Filmtechniker und Spezialeffektkünstler                                                       | 71    |       |
| 14. März | Joseph Kish                                       | US-amerikanischer Szenenbildner                                                                                 | 69    |       |
| 14. März | Ben Shahn                                         | US-amerikanischer Maler und Grafiker                                                                            | 70    |       |
| 14. März | Bernhard Skrodzki                                 | deutscher Politiker (CDU)                                                                                       | 67    |       |
| 14. März | Henry O. Talle                                    | US-amerikanischer Politiker                                                                                     | 77    |       |
| 15. März | Otto Dunse                                        | deutscher Politiker (NSDAP), MdL                                                                                | 79    |       |
| 15. März | Paul Jünemann                                     | deutscher Maler, Illustrator und Autor                                                                          | 77    |       |
| 15. März | Gustav Adolf Körbel                               | deutscher Jurist und kommissarischer Oberbürgermeister von Worms                                                | 66    |       |
| 15. März | Wilhelm Loch                                      | deutscher Politiker (NSDAP), MdR                                                                                | 76    |       |
| 15. März | Miles Malleson                                    | britischer Schauspieler und Drehbuchautor                                                                       | 80    |       |
| 15. März | Jean Peitrequin                                   | Schweizer Politiker (FDP)                                                                                       | 66    |       |
| 15. März | Curt Tausch                                       | deutscher Bildhauer                                                                                             | 69    |       |
| 15. März | Ludwig Thoma                                      | deutscher Kommunalpolitiker                                                                                     | 77    |       |
| 16. März | Johannes Baier                                    | deutscher Kapitänleutnant der Kriegsmarine und später SS-Oberführer                                             | 75    |       |
| 16. März | James L. Clark                                    | US-amerikanischer Präparator, Fotograf, Bildhauer und Forscher                                                  | 85    |       |
| 16. März | Charlotte Haldane                                 | britische Schriftstellerin                                                                                      | 74    |       |
| 16. März | Sidney Herbert, 16. Earl of Pembroke              | britischer Adliger                                                                                              | 63    |       |
| 16. März | Wilfried Krallert                                 | österreichischer Historiker                                                                                     | 57    |       |
| 16. März | Hans Schröers                                     | deutscher Kunstmaler                                                                                            | 65    |       |
| 16. März | Wladimir Wladimirowitsch Tscharnoluski            | russischer Ethnograph und Schriftsteller                                                                        | 74    |       |
| 17. März | Max Ariowitsch                                    | jüdischer Rauchwaren-Händler und Stifter in Leipzig                                                             | 88    |       |
| 17. März | Otto von Dungern-Oberau                           | deutscher Adliger, preußischer Offizier und Reise- und Jagdschriftsteller                                       | 95    |       |
| 17. März | Winston Field                                     | rhodesischer Politiker, Premierminister Südrhodesiens                                                           | 64    |       |
| 17. März | Karl Siegmar von Galéra                           | deutscher Historiker                                                                                            | 74    |       |
| 17. März | Ernst Girmann                                     | deutscher Politiker (NSDAP) und Bürgermeister von Northeim (1934–1945)                                          | 72    |       |
| 17. März | Wolfgang Kühne                                    | deutscher Schauspieler                                                                                          | 64    |       |
| 17. März | Hugo Wolfgang Philipp                             | deutscher Dramatiker, Schriftsteller und Theaterregisseur                                                       | 86    |       |
| 18. März | Barbara Bates                                     | US-amerikanische Schauspielerin                                                                                 | 43    |       |
| 18. März | John Bracken                                      | kanadischer Politiker                                                                                           | 85    |       |
| 18. März | Bruno Droste                                      | deutscher Musiker, Komponist, Bearbeiter und Orchesterleiter                                                    | 51    |       |
| 18. März | Paul Friedrichsen                                 | deutscher Künstler und Scherenschneider                                                                         | 75    |       |
| 18. März | Elna Jørgen-Jensen                                | dänische Balletttänzerin und Choreographin                                                                      | 78    |       |
| 18. März | Kristian Knuth                                    | dänischer Kammerherr, Hofjägermeister und Widerstandskämpfer                                                    | 82    |       |
| 18. März | Eugène Kohler                                     | französischer Romanist, Hispanist und Italianist                                                                | 82    |       |
| 19. März | Adolf Aeschbach                                   | Schweizer Politiker (SP)                                                                                        | 80    |       |
| 19. März | Lola Braccini                                     | italienische Schauspielerin                                                                                     | 79    |       |
| 19. März | Roberto Levillier                                 | argentinischer Historiker und Diplomat                                                                          |       |       |
| 19. März | Florica Musicescu                                 | rumänische Pianistin und Musikpädagogin                                                                         | 81    |       |
| 19. März | Theodor Schaefer                                  | tschechischer Komponist und Musikpädagoge                                                                       | 65    |       |
| 20. März | Emmett T. Anderson                                | US-amerikanischer Politiker                                                                                     | 79    |       |
| 20. März | Oscar Behrens                                     | deutscher Verwaltungsjurist und Bürgermeister                                                                   | 89    |       |
| 20. März | Henri Longchambon                                 | französischer Wissenschaftler und Politiker (PRRS)                                                              | 72    |       |
| 20. März | Karl Zimmet                                       | deutscher Widerstandskämpfer gegen den Nationalsozialismus                                                      | 73    |       |
| 21. März | Bolton Eyres-Monsell, 1. Viscount Monsell         | britischer Politiker, Abgeordneter des House of Commons und Mitglied des House of Lords                         | 88    |       |
| 21. März | Gustav Fuchs                                      | deutscher Politiker (BVP, CSU), MdB                                                                             | 69    |       |
| 21. März | Franz Kräuter                                     | rumäniendeutscher Politiker                                                                                     | 83    |       |
| 21. März | Zdzisław Motyka                                   | polnischer Skilangläufer                                                                                        | 62    |       |
| 21. März | Courtney Whitney                                  | US-amerikanischer General                                                                                       | 71    |       |
| 22. März | Wilhelm Beindorf                                  | deutscher Maler                                                                                                 | 81    |       |
| 22. März | José Dolores Cerón                                | dominikanischer Komponist                                                                                       | 71    |       |
| 22. März | Ernst Deutsch                                     | österreichischer Schauspieler                                                                                   | 78    |       |
| 22. März | Hans Diepolder                                    | deutscher klassischer Archäologe                                                                                | 72    |       |
| 22. März | Gerhard Fritsch                                   | österreichischer Schriftsteller                                                                                 | 44    |       |
| 22. März | Alf Lie                                           | norwegischer Turner                                                                                             | 81    |       |
| 22. März | Joachim von Ostau                                 | deutscher Politiker (FDP), Kulturschaffender                                                                    | 66    |       |
| 22. März | Hans Riesser                                      | deutscher Diplomat                                                                                              | 81    |       |
| 22. März | Karl Schmitz-Scholl junior                        | deutscher Unternehmer                                                                                           | 72    |       |
| 22. März | Johanna Spycher                                   | Schweizer Chiropraktikerin                                                                                      | 78    |       |
| 22. März | Heinrich von Sybel                                | deutscher Landwirt und Politiker (NSDAP, CNBL), MdR                                                             | 83    |       |
| 23. März | Carlo Durando                                     | italienischer Radrennfahrer                                                                                     | 82    |       |
| 23. März | Josef Gerstmann                                   | österreichischer Neurologe                                                                                      | 81    |       |
| 23. März | Arthur Lismer                                     | kanadischer Maler und Kunstpädagoge                                                                             | 83    |       |
| 23. März | Karl Löppen                                       | deutscher Kommunalpolitiker                                                                                     | 67    |       |
| 23. März | Rudolf Pannwitz                                   | deutscher Kulturphilosoph, Schriftsteller und Kritiker                                                          | 87    |       |
| 23. März | Walter Spengemann                                 | deutscher Journalist, Zeitungsredakteur, Verleger und Mitglied des Stadtrates in Hannover                       | 64    |       |
| 24. März | Carlos Arbeláez Camacho                           | kolumbianischer Architekt und Hochschullehrer                                                                   |       |       |
| 24. März | Josef Berger                                      | Schweizer Theatergründer, Regisseur und Schauspieler                                                            | 66    |       |
| 24. März | Renato Cesarini                                   | argentinisch-italienischer Fußballspieler und Fußballtrainer                                                    | 62    |       |
| 24. März | Abba Hushi                                        | israelischer Politiker                                                                                          |       |       |
| 24. März | Joseph Kasavubu                                   | erster Präsident der Demokratischen Republik Kongo                                                              |       |       |
| 24. März | Ferdinand Neumaier                                | deutscher Komponist                                                                                             | 78    |       |
| 24. März | Abel Smeets                                       | französischer Automobilrennfahrer                                                                               | 77    |       |
| 25. März | Marga Böhmer                                      | deutsche Künstlerin                                                                                             | 81    |       |
| 25. März | Max Eastman                                       | US-amerikanischer Autor                                                                                         | 86    |       |
| 25. März | Carl von Hoff                                     | deutscher Entwickler                                                                                            |       |       |
| 25. März | Margarete Köckeritz                               | deutsche Theaterschauspielerin                                                                                  | 80    |       |
| 25. März | Alan Mowbray                                      | britischer Schauspieler                                                                                         | 72    |       |
| 26. März | René Guillot                                      | Afrikareisender und Autor von Jugendbüchern                                                                     |       |       |
| 26. März | Othmar Kühn                                       | österreichischer Paläontologe                                                                                   | 76    |       |
| 26. März | Paul Panhard                                      | französischer Unternehmer                                                                                       | 87    |       |
| 26. März | Dickie Pride                                      | britischer Pop-Musiker                                                                                          | 27    |       |
| 26. März | Helmut Reinke                                     | deutscher Politiker (NSDAP), MdR, MdHB                                                                          | 72    |       |
| 26. März | Wilhelm Rudorf                                    | deutscher Pflanzengenetiker, Züchtungsforscher und Hochschullehrer                                              | 77    |       |
| 26. März | John Kennedy Toole                                | amerikanischer Schriftsteller                                                                                   | 31    |       |
| 26. März | B. Traven                                         | deutschsprachiger Schriftsteller                                                                                | 87    |       |
| 26. März | Günther Weisenborn                                | deutscher Schriftsteller und Dramaturg                                                                          | 66    |       |
| 27. März | Karel Josef Beneš                                 | tschechischer Erzähler                                                                                          | 73    |       |
| 27. März | Kurt Eichner                                      | deutscher Politiker (NSDAP), MdR                                                                                | 70    |       |
| 27. März | David Lloyd                                       | walisischer Sänger                                                                                              | 56    |       |
| 27. März | Maria Pascher                                     | deutsche Politikerin (SPD, KPD), MdL                                                                            | 85    |       |
| 27. März | Walter Tuch                                       | österreichischer Kameramann                                                                                     | 55    |       |
| 27. März | Princess Watahwaso                                | US-amerikanische Sängerin (Sopran)                                                                              | 86    |       |
| 28. März | Walter H. Barkas                                  | US-amerikanischer Physiker                                                                                      |       |       |
| 28. März | Dwight D. Eisenhower                              | US-amerikanischer General, 34. Präsident der Vereinigten Staaten von Amerika (1953–1961)                        | 78    |       |
| 28. März | Marija Iwanowna Jermakowa                         | russisch-sowjetische Lehrerin und Direktorin mehrerer Swerdlowsker Schulen                                      | 74    |       |
| 28. März | Léo Joannon                                       | französischer Filmregisseur und Drehbuchautor                                                                   | 64    |       |
| 28. März | Rudolf Schmid                                     | Schweizer Politiker (KVP)                                                                                       | 80    |       |
| 28. März | Fanny Terofal                                     | deutsche Volksschauspielerin, Theaterleiterin und Stummfilmschauspielerin                                       | 84    |       |
| 29. März | Bjarne Aas                                        | norwegischer Segler, Werftbesitzer und Yachtkonstrukteur                                                        | 83    |       |
| 29. März | Louis C. de Baca                                  | US-amerikanischer Politiker                                                                                     | 74    |       |
| 29. März | Xaver Hirschauer                                  | deutscher Politiker (Bayerischer Bauernbund), MdL                                                               | 80    |       |
| 29. März | Pablo R. San Martín                               | uruguayischer Entomologe und Arachnologe                                                                        | 35    |       |
| 30. März | Lucien Bianchi                                    | belgischer Automobilrennfahrer                                                                                  | 34    |       |
| 30. März | Vitus Brander                                     | deutscher katholischer Theologe und Kirchenhistoriker                                                           | 88    |       |
| 30. März | Joaquín Cuadrada                                  | spanischer Schwimmer                                                                                            | 75    |       |
| 30. März | Max Gänsslen                                      | deutscher Internist und Hochschullehrer                                                                         | 74    |       |
| 30. März | Stanislav Ledinek                                 | deutsch-jugoslawischer Schauspieler und Synchronsprecher                                                        | 48    |       |
| 30. März | Alois Müller                                      | österreichischer Fußballspieler                                                                                 | 78    |       |
| 30. März | Gaston Strobino                                   | US-amerikanischer Langstreckenläufer                                                                            | 77    |       |
| 31. März | Ambroise Garin                                    | italienisch-französischer Radrennfahrer                                                                         | 93    |       |
| 31. März | Peter Jensen                                      | deutscher Politiker (CDU), MdL                                                                                  | 79    |       |
| März     | Hiram M. Dow                                      | US-amerikanischer Politiker                                                                                     | 83    |       |
| März     | Leroy Harris senior                               | US-amerikanischer Jazzmusiker (Banjo, Gitarre, auch Flöte)                                                      | 74    |       |
| März     | Georg Röhrig                                      | deutscher Verwaltungsjurist und Offizier                                                                        | 82    |       |